# Massy (Seine-Maritime)
Massy település Franciaországban, Seine-Maritime megyében. Lakosainak száma 318 fő (2022. január 1.). Massy Bosc-Mesnil, Bradiancourt, Esclavelles, Fontaine-en-Bray és Neuville-Ferrières községekkel határos.

## Népesség
A település népességének változása:
| Lakosok száma | 346  | 357  | 355  | 343  | 336  | 334  | 327  | 320  | 318  |
|               | 2013 | 2015 | 2016 | 2017 | 2018 | 2019 | 2020 | 2021 | 2022 |